# 民生街道 (焦作市)
民生街道，是中华人民共和国河南省焦作市解放区下辖的一个乡镇级行政单位。

## 行政区划
民生街道下辖以下地区：
枫花园街社区、民生街社区、学苑社区、学生路社区和世纪新区社区。